# Angé
Angé är en kommun i departementet Loir-et-Cher i regionen Centre-Val de Loire i de centrala delarna av Frankrike. Kommunen ligger i kantonen Montrichard som tillhör arrondissementet Blois. År 2022 hade Angé 801 invånare.

## Befolkningsutveckling
Antalet invånare i kommunen Angé
| Referens: INSEE |